# Бруно Лангенберг
Бруно Лангенберг (нім. Bruno Langenberg; 10 листопада 1920, Вадгассен — 5 березня 1944, Норвезьке море) — німецький офіцер-підводник, оберлейтенант-цур-зее резерву крігсмаріне (1 квітня 1943).

## Біографія
1 жовтня 1938 року вступив на флот. В травні-жовтні 1941 року пройшов курс підводника. З 2 жовтня 1941 року — 2-й, з серпня 1942 року — 1-й вахтовий офіцер на підводному човні U-377. В березні-липні 1943 року пройшов курс командира човна. З 16 липня 1943 року — командир U-366, на якому здійснив 2 походи (разом 12 днів у морі). 5 березня 1944 року U-366 був потоплений в Норвезькому морі південно-західніше Гаммерфеста (72°10′ пн. ш. 14°45′ сх. д.) реактивними снарядами бомбардувальника «Свордфіш» з британського ескортного авіаносця «Чейсер». Всі 50 членів екіпажу загинули.